# Wilhelm Willig
Wilhelm Willig (* 22. Juni 1910 in Bad Wildbad; † 26. Februar 1992 in Oberhausen) war ein deutscher Politiker der Kommunistischen Partei Deutschlands und von 1947 bis 1950 nordrhein-westfälischer Landtagsabgeordneter.

## Leben
Willig arbeitete als Lokmaschinist, wurde im Februar 1946 Betriebsrat der Gutehoffnungshütte in Oberhausen und war später Betriebsrat der Oberhausener Hüttenwerke AG.

## Politik
Er schloss sich der KPD an, war 1931 bis 1933 politischer Leiter der Ortsgruppe Oberhausen II der KPD und von Februar bis Oktober 1946 Stadtverordneter in Oberhausen. Dem Landtag von Nordrhein-Westfalen gehörte er vom 20. April 1947 bis zum 17. Juni 1950 an.